# Весёлый Гай (Ахтырский район)
Весёлый Гай (укр. Веселий Гай) — село в Чернетчинской сельской общине Ахтырского района Сумской области Украины.
Код КОАТУУ — 5920381203. Население по переписи 2001 года составляет 420 человек.

## Географическое положение
Село Весёлый Гай находится на берегу реки Ахтырка,
выше по течению примыкает село Кудрявое,
ниже по течению на расстоянии в 1 км расположено село Высокое.
Рядом проходит автомобильная дорога Р-46.

## Экономика
- Молочно-товарная ферма.
- ЧП «Авангард».